# Marie-Anne Walewska

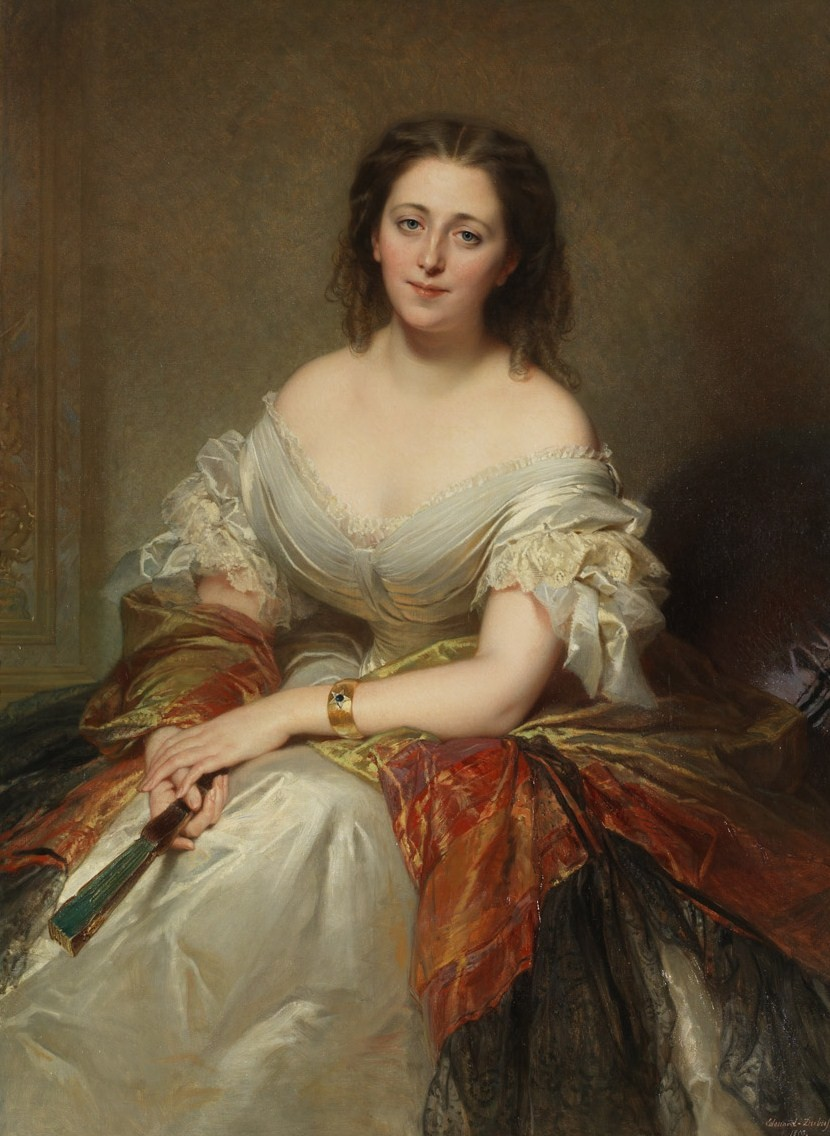
Comtesse Marianna Walewska, född di Ricci

Marie-Anne Walewska, född 1823, död 1912, var en fransk grevinna och hertiginna, känd för sitt förhållande med Napoleon III. Hon var dame d'honneur hos kejsarinnan Eugenie av Frankrike från 1868 till 1870.

## Biografi
Marie-Anne Walewska var dotter till den italienska greven Zanobi di Ricci och Isabelle Poniatowski, och gifte sig 4 juni 1846 i Florens med den polska greven (senare hertigen) Alexander Walewski, son till Napoleon I, som från 1855 var minister i den franska regeringen under Napoleon III.
Walewska beskrivs som en elegant blond skönhet, intelligent och diplomatisk och ett gott sällskap, och hon var en omtyckt umgängespartner i andra kejsardömets societet. Lord Malmesbury ansåg henne vara den enda kvinnan i kejsarinnan Eugenies umgänge som inte var vulgär, och Bismarck beskrev henne efter sitt besök i Paris som den enda underhållande kvinnan i Frankrike förutom kejsarinnan.
Efter att Napoleon hade avslutat sitt förhållande med Virginie de Castiglione, rapporterades Walewska i juli 1857 ha tagit hennes plats i Plombieres. Hennes make fick en egendom i Landes av kejsaren och låtsades i utbyte inte om saken. Själv ska Walewska ofta ha anspelat på förhållandet för att antyda att hon utövade politiskt inflytande. Hon förklarade öppet för kejsarinnan Eugénie att hon inte borde bjuda in henne till sina privata mottagningar längre, eftersom det gick rykten om att hon var kejsarens mätress och hon vägrade låta detta rykte fläcka deras vänskap, varpå Eugénie ska ha kysst henne och vägrat att låta förhållandet påverka deras vänskap. Förhållandet var inte exklusivt, då kejsaren i januari 1858 uppmärksammades ha könsumgänge med den ena efter den andra av de hovdamer som gjorde närmanden. Walewska lyckades framgångsrikt besegra alla verkliga rivaler, så som Clothilde de La Bédoyère 1859, och ställde ibland till publika scener över detta, fram till att förhållandet i november 1861 rapporterades vara avslutat. Hennes make rapporterades då vara upprörd, då han hade förlitat sig på hennes inflytande.
Marie-Anne Walewska efterträdde 1868 Pauline de Bassano som kejsarinnans dame d'honneur, vilket var den näst högsta posten för en kvinnlig hovfunktionär. Hennes två döttrar var lekkamrater till kejsarprinsen tillsammans med kejsarinnans systerdöttrar och doktor Conneaus son. 1879 var hon en av gästerna vid begravningen av Napoleon III:s son, den före detta kejsarprinsen "Napoleon IV" i England.